# Leonardo Bufalini

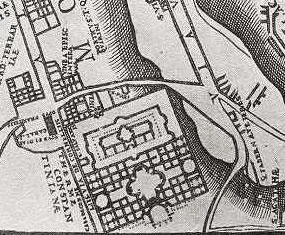
Konstantins termer på Pianta di Roma från 1551.

Leonardo Bufalini, född i slutet av 1400-talet i Udine, död 1552 i Rom, var en italiensk arkitekt och kartograf. Han publicerade år 1551 en karta över Rom – Pianta di Roma.